# Central de Minas
Central de Minas é um município brasileiro no interior do estado de Minas Gerais, Região Sudeste do país. Localiza-se no Vale do Rio Doce e sua população recenseada em 2022 era de 6 171 habitantes.
A BR-381 passa por Central de Minas, ligando o município aos principais centros urbanos. A maior parte de sua economia vem da agropecuária.

## História
Central de Minas nem sempre teve esse nome, o qual evoluiu com o próprio município, que na década de 40 teve os primeiro imigrantes chegando a essa terra. Segundo os historiadores mais antigos, foi Manoel Martins Dias e Francisco Rodrigues de Araujo, um dos primeiros habitantes do município, que em 1940 com sua família saíram de Juquirí e veio fixar residência nessa localidade. Sua atividade era a principal da região: a madeira de uma infusa floresta natural. Com a chegada de novos forasteiros e com a extração de madeira, exigia-se maior mão-de-obra, à medida que as árvores iam caindo, apareciam em seus lugares, casas.
Por volta de 1942, surgiam os primeiros comerciantes dentre os quais se destacam Martinho de Paula, Joaquim Deodoro Mota, Antônio Jacinto Coimbra e Paulo Queiroz Dias (sendo um dos maiores comerciantes atacadistas nesta cidade, contribuindo muito para o crescimento da mesma).
Com a construção da capela de São Geraldo, o povoado ficou conhecido como São Geraldo de Central, que pertencia ao território do distrito de Bom Jesus do Mantena, como podemos constatar no mapa municipal de Conselheiro Pena datado de 1939, passando logo a seguir para Central de Mantena, município a que era subordinado.
Em 1951, com a chegada de José Pinto Neto (Zé Regina) foi construída uma estrada para Galileia, com a finalidade do transporte de madeira.
Em 1952 O Delegado Jose Martiriano Dias ( Piranga ) foi visitado pelo presidente da República Juscelino Kubischek
O Distrito foi criado em 12 de dezembro de 1953 pela Lei nº 1.039 e o Município em 30 de dezembro de 1962, pela Lei nº 2.764. Na data 1 de março de 1963 foi decretado feriado municipal em comemoração a instalação do município de Central de Minas de acordo com o artigo 1º da lei nº 8 de 6 de setembro de 1963.
Pela lei estadual nº 6.769, de 13 de maio de 1976, foi criado o distrito de Floresta.

## Geografia
De acordo com a divisão regional vigente desde 2017, instituída pelo IBGE, o município pertence às Regiões Geográficas Intermediária de Governador Valadares e Imediata de Mantena. Até então, com a vigência das divisões em microrregiões e mesorregiões, fazia parte da microrregião de Mantena, que por sua vez estava incluída na mesorregião do Vale do Rio Doce.